# سفارت آلمان در کابل
سفارت آلمان در کابل مأموریت دیپلماتیک جمهوری فدرال آلمان در افغانستان بود. کنسولگری‌هایی همچنین در مزار شریف به عنوان مأموریت دوم آلمان در کشور فعالیت داشت. ساختمان سفارت در کابل در ناحیهٔ دیپلماتیک وزیر اکبر خان، سرک ۶ در کابل واقع شده‌است. سفیر آن تا زمان سقوط کابل اکسل زیدلر بود.
پس از خروج نیروهای خارجی از افغانستان و فروپاشی دولت افغانستان این سفارت بسته شد و اولین کارمندان سفارت پس از تخلیه از افغانستان به آلمان بازگشتند. بر اساس اطلاعات آژانس مطبوعاتی آلمان ، آنها بعدازظهر سه‌شنبه با یک هواپیمای برنامه‌ریزی شده در فرودگاه شونفلد برلین به زمین نشستند.

## تاریخچه
در ۲۰۱۳ آلمان یک کنسولگری در یک هتل سابق در مزار شریف باز کرد، که دومین مأموریت دیپلماتیک آلمان به غیر از سفارت محسوب می‌شد.
حملهٔ انتحاری ۳۱ مه ۲۰۱۷ در کابل که ۱۵۰ نفر کشته و ۴۰۰ زخمی برجا گذاشت، در نزدیکی سفارتخانه‌های مختلف، از جمله سفارت آلمان صورت گرفت. ساختمان سفارت به شدت آسیب دید طوری که تخریب در نظر گرفته شد. دفتر آژانس اطلاعات فدرال BND در سفارت نیز به شدت آسیب دیده بود. پس از حمله، تمام کارکنان از افغانستان به صورت موقت خارج شدند، و تنها یک تیم اصلی از مقر ناتو ادامه به کار داد. ۳۰ سرباز بوندس‌وهر از آلمان تحت ماموریت حمایت قاطع محافظت از ساختمان این سفارت را تا زمان بازگشایی آن برعهده گرفتند.